# حسن عبد الغني
حسن محمد عبد الغني هو ضابط تخرج من دورات هيئة تحرير الشام في إدلب ، يشغل رتبة عقيد في الجيش السوري ضمن الإدارة السورية الجديدة والناطق باسم إدارة العمليات العسكرية.

## حياته
وُلد في بلدة صوران بمحافظة حماة، تلقى تعليمه بالمعهد العالي لخطوط الحديدية التابع لوزارة النقل، ودرس التسويق الإلكتروني في كلية الاقتصاد بجامعة حمص.
شارك عبد الغني في المظاهرات السلمية مع انطلاق الثورة السورية عام 2011، ثم انضم إلى الجيش السوري الحر في حماة، حيث لعب دورا بارزا في صنع الألغام واستخدامها ضد قوات النظام.
في عام 2013، اعتقلته قوات النظام في صوران، ونقل إلى الفرع 248 ثم إلى سجن عدرا، قبل أن يُفرج عنه بعد ستة أشهر.
بعد خروجه، انضم إلى "تجمع كتائب الحق" العامل في ريفي حماة وإدلب، ثم انتقل إلى "جبهة النصرة"، وبعد ذلك التحق بـ "جبهة فتح الشام" عند تأسيسها في 28 يوليو/تموز 2016، قبل أن يصبح قياديًا في "هيئة تحرير الشام" عقب تشكيلها في 28 يناير/كانون الثاني 2017.
في 27 نوفمبر/تشرين الثاني 2024، شارك في معركة "ردع العدوان"، التي انتهت بإسقاط النظام في 8 ديسمبر/كانون الأول 2024، حيث كان الناطق الرسمي لـ "إدارة العمليات العسكرية" التابعة لـ "القيادة العامة"، وكان صاحب البيان الأول الذي أعلن فيه عن بدء العملية العسكرية.
وفي 28 ديسمبر/كانون الأول 2024، صدر قرار بترقيته إلى رتبة عقيد في الجيش السوري الجديد، ثم ظهر في "مؤتمر النصر" بتاريخ 29 يناير/كانون الثاني 2025، ليعلن انتصار الثورة السورية رسميًا.